# Staub

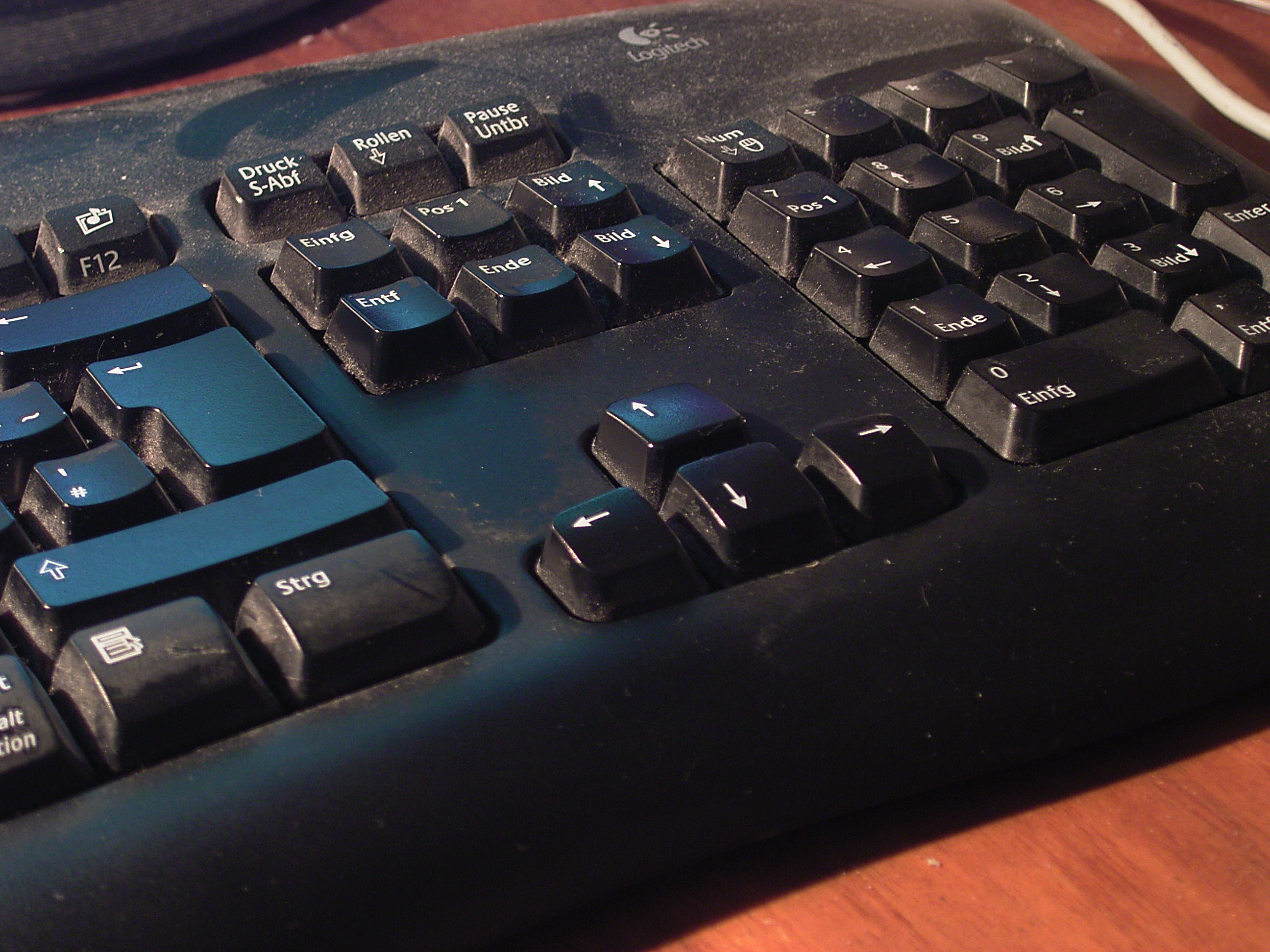
Hausstaub auf einer Tastatur

Staub (Mehrzahl Stäube, bei unterschiedlichen Sorten, Anhörenⓘ) ist die Sammelbezeichnung für feste Stoffe in Gasen mit einem Durchmesser bis zu 500 µm und einer Sinkgeschwindigkeit < 10 cm/s [VDI-Richtlinie 3790, Blatt 1]. Sie sind verschiedenen Ursprungs und können einen gewissen Zeitraum in Gasen, insbesondere in der Luft, verteilt auftreten (siehe Schwebstoffe). Es werden Schwebstaub und Staubniederschlag unterschieden.
Je nach Notwendigkeit wird Staub nach der Partikelgröße oder nach der Staubart unterteilt. Staubteilchen können aus organischen (Blütenpollen, Bakterien, Pilzsporen) oder anorganischen Materialien (Gesteinsstaub, Mineralfasern) bestehen. Ein allgegenwärtiger Staub aus organischem und anorganischem Material ist der Hausstaub.

## Wortbildung Stäube

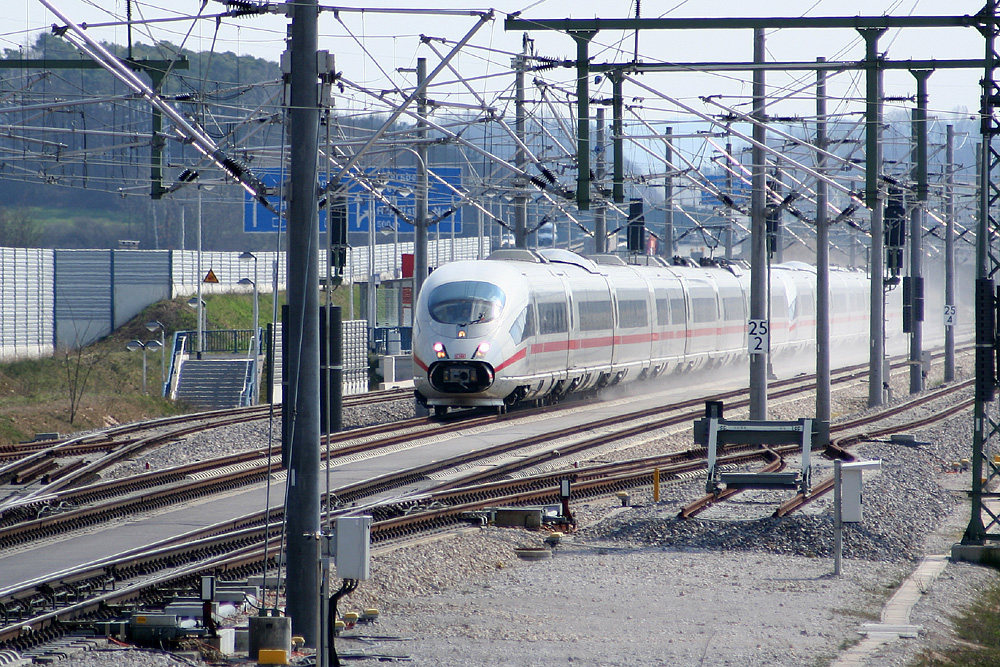
Ein ICE sandet bei 300 km/h und hinterlässt eine Staubwolke.

Grammatikalisch hat Staub (von mittelhochdeutsch stoup) – als Singularetantum – keine Pluralform. Bei der oben angeführten Mehrzahl Stäube handelt es sich um den Sortenplural, der vor allem für den technischen Sprachgebrauch geprägt wurde. Allerdings gibt es Formen wie „Stäubchen“, „stäuben“ („zerstieben“) oder „Stäubling“ (ein Pilz).
Das Wort bezeichnet im technischen Sinne Staubklassen, also anteilige Gruppen am Gesamtstaub, die nach gewissen Kriterien zusammengefasst werden, etwa als „organische und anorganische Stäube“ oder „verschiedene lungengängige Stäube < 5 µm“. Durch Verwendung im Umweltschutz dringt es langsam in die Alltagssprache ein.

## Arten

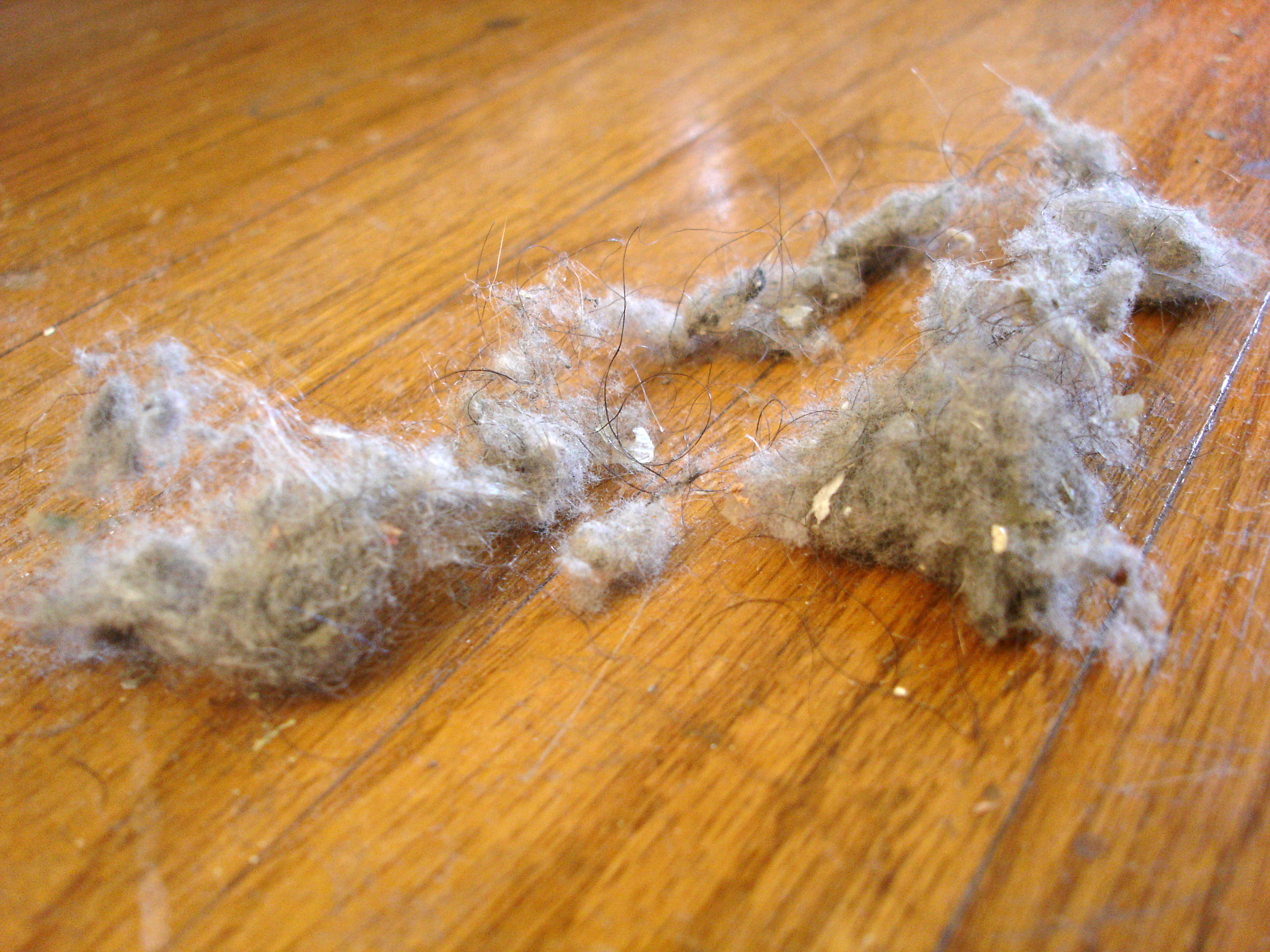
Wollmäuse

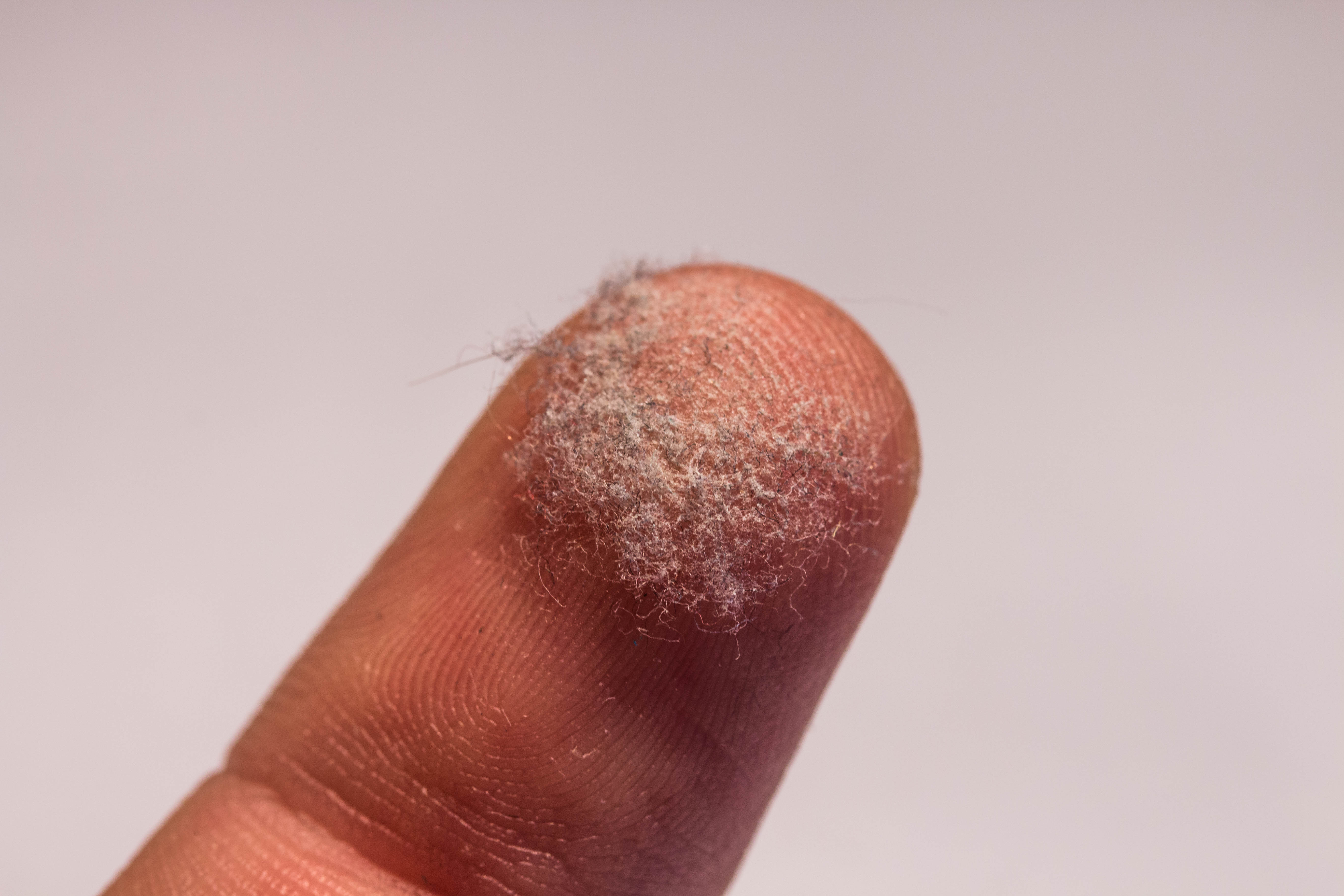
Hausstaub auf einem Finger

Der Hausstaub ist allgegenwärtig und stellt eine Mischung aus anorganischen und organischen Materialien dar. Zusammenballungen von Hausstaubpartikeln zu größeren Gebilden werden auch als „Wollmäuse“ bezeichnet. Eine Sonderform des Hausstaubes sind die sog. Schwarzen Wohnungen (Schwarzstaub, magic dust), deren Ursache noch nicht eindeutig geklärt ist.
Fasern sind dreidimensionale Staubpartikel, bei denen eine Dimension sehr viel größer ist als die anderen beiden Dimensionen. Biobeständige Fasern nach der WHO-Definition (L > 5, D < 3 µm, L:D > 3:1) können bis in die Lunge gelangen und dort zu Schädigungen führen (zum Beispiel Asbestose, verursacht durch Asbestfasern).
Pollen tragen zur natürlichen Staubbelastung insbesondere im Frühjahr bei. Menschen, die allergisch auf Pollen reagieren (Heuschnupfen), leiden unter dieser natürlichen Staubbelastung besonders.
Insbesondere bei Sandstürmen werden riesige Partikelmengen in die Atmosphäre geschleudert und teilweise tausende Kilometer vom Quellgebiet entfernt wieder auf der Erde deponiert. Des Öfteren wurde schon über Saharastaub in Europa berichtet.

### Grob- und Feinstaub

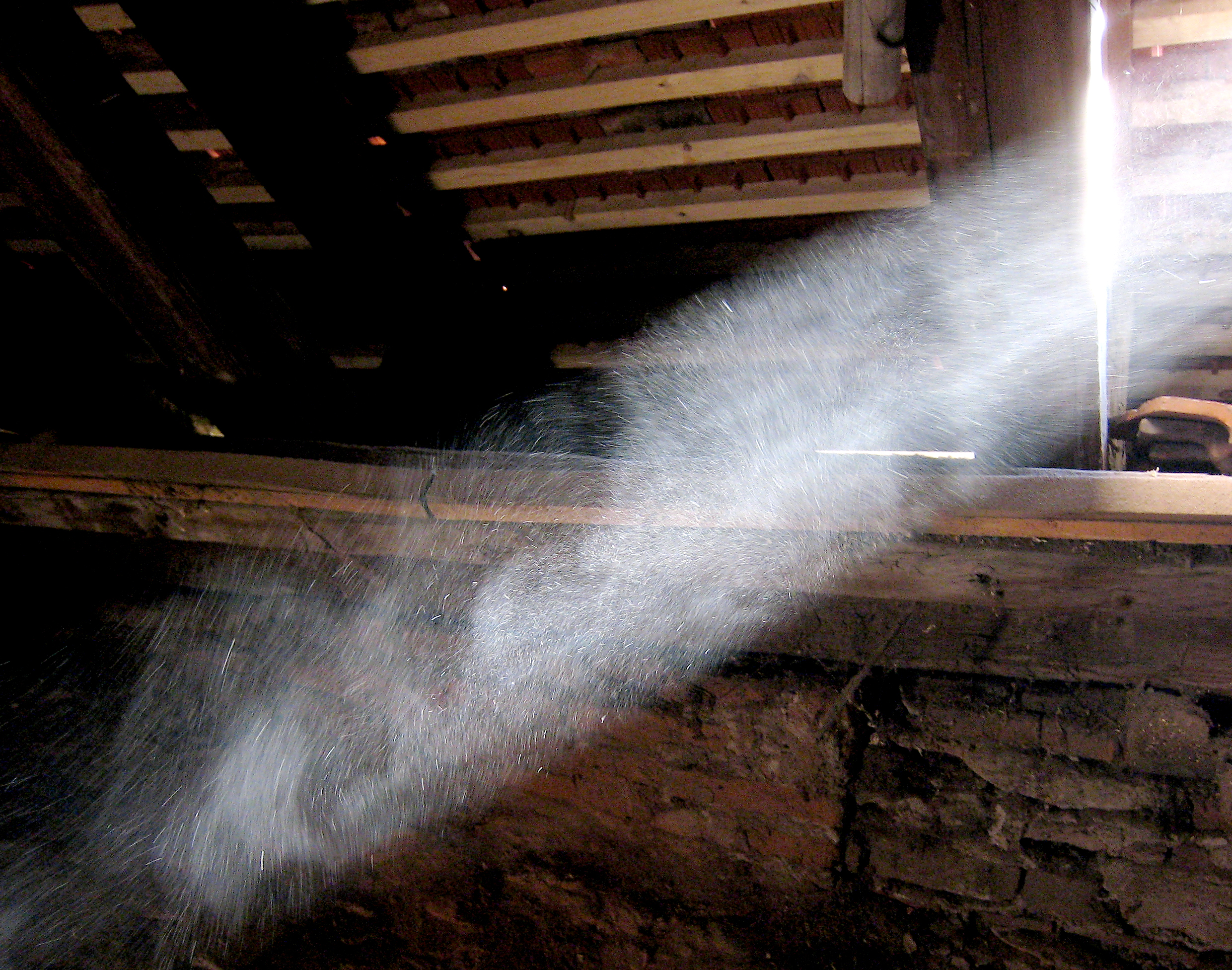
Schwebstaub wird im Sonnenlicht sichtbar

Aus gesundheitlicher Sicht sind neben dem Schadstoffgehalt des Staubes Größe und Form der Staubpartikel die entscheidenden Parameter. Größere Partikel (Grobstaub) bleiben mehr oder minder gut an den Nasenhärchen oder den Schleimhäuten des Nasen-Rachenraums hängen. Kleinere und kleinste Staubpartikel (Feinstaub) können über die Luftröhre und die Bronchien bis tief in die Lunge vordringen. Daher wird der Feinstaub auch als inhalierbarer bzw. als lungengängiger (alveolengängiger) Staub bezeichnet.
Allgemein anerkannte Bezeichnungen für Feinstaub existieren allerdings nicht. In der Regel werden zur Kategorisierung von Feinstaub die Größen PM10 (engl. particulate mass, Massepartikel, zerteilte Masse) und PM2,5 verwendet. Dabei wird PMx definiert als „Schwebstaub in der Luft, der einen größenselektiven Lufteinlass passiert, der bei einem aerodynamischen Durchmesser von x µm eine Abscheidewirksamkeit von 50 % aufweist“. Das bedeutet in der Anwendung, dass PM10 die Hälfte aller Partikel mit einem aerodynamischen Durchmesser von 10 µm erfasst.
PM10 entspricht damit der thorakalen Fraktion nach der Norm EN 481. Die alveolengängige Fraktion für die Zielgruppe „kranke oder geschwächte Personen oder Kinder“ der Norm ISO 7708 ist äquivalent zu PM2,5.
Die verkürzte Darstellung, dass PM10 bzw. PM2,5 Stäube mit einem Durchmesser kleiner als 10 µm bzw. 2,5 µm sind, ist nicht richtig.

## Entstehung

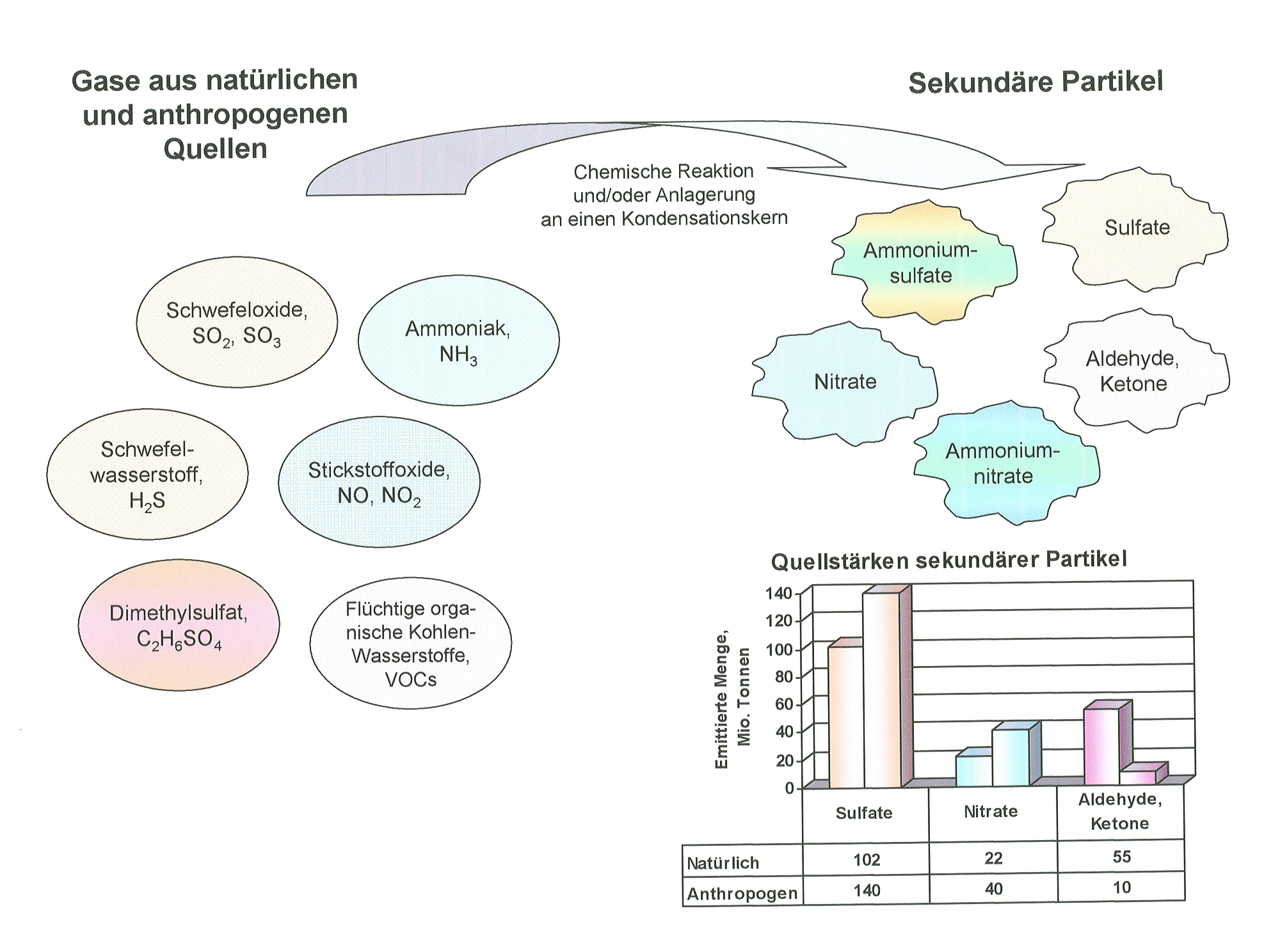
Abbildung 1: Wichtige sekundäre Prozesse der atmosphärischen Partikelbildung und die geschätzte jährliche Bildungsmenge (nach Andreae 1994) in Millionen Tonnen für verschiedene Partikel

Staub kann prinzipiell durch verschiedene Prozesse entstehen:
1. die mechanische Bearbeitung von Feststoffen (Zerkleinern, Oberflächenbearbeitung, Abrieb)
2. physikalische Einflüsse auf Feststoffe (wie bei der Erosion durch Wind und Wetter)
3. durch chemische Reaktionen in der Atmosphäre unter Partikelbildung (gas-to-particle conversion (sogenannte sekundäre Aerosole); andere chemische Reaktionen führen zur Bildung von Rauch)
4. durch Aufwirbelung von Partikeln (entsprechend der Definition von Staub)
5. biogen insbesondere als Blütenstaub

Die staubbildenden Prozesse können sowohl natürlichen Ursprungs als auch durch den Menschen verursacht sein und werden in primäre und sekundäre Prozesse unterschieden. Bei einem primären Prozess werden die Partikel direkt durch den Prozess erzeugt. Ein primärer anthropogener Prozess ist die Kohleverbrennung in einem Kraftwerk; das Kraftwerk wird dann als primäre Quelle bezeichnet. Ein primärer natürlicher Prozess ist die Verwitterung von Gestein.
Beim sekundären Prozess entstehen die Partikel aus den Reaktionen bestimmter Gase (Pkt. 3 oben), wobei sich die entstehenden festen Reaktionsprodukte leicht an bereits vorhandene Partikel (sog. Kondensationskerne) anlagern können.

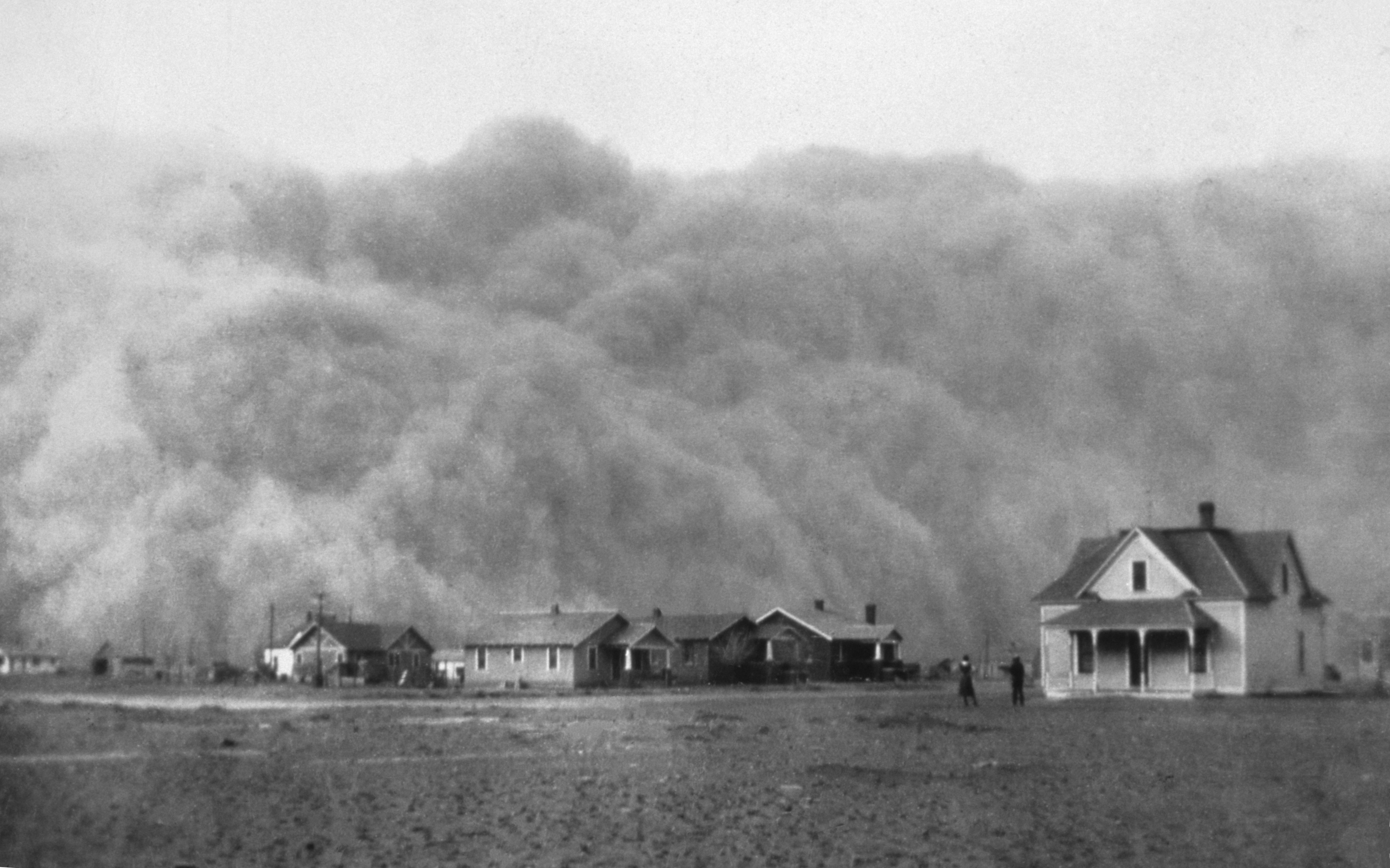
Staubsturm in Texas

Wichtige natürliche Staubquellen sind:
- Bodenerosion
- Vulkanismus
- Meere (sea spray)
- Sandstürme (Sahara-Staub in Mitteleuropa, Wüste von Nevada)
- Pollenflug
- Wald- und Buschbrände mit natürlicher Ursache (Blitzschlag)

Wichtige anthropogene Staubquellen sind:
- Industrielle Prozesse
- Energiegewinnung durch Verbrennen (Kraft- und Fernheizwerke)
- Verkehr
- Landwirtschaft
- Bautätigkeit
- Haushalte
- Tabakrauchen, Kerzenlicht, Räuchern
- Wald- und Buschbrände (auch durch Brandrodung)

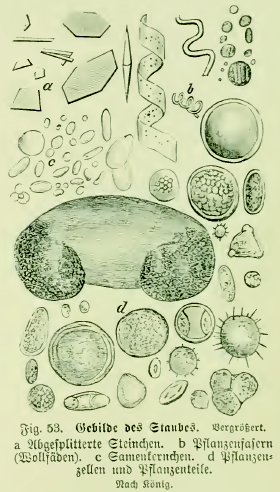
Historische Darstellung der Bestandteile des Staubs

Die Beiträge der einzelnen Quellen zur Staubbelastung sind unterschiedlich und hängen im Wesentlichen von der lokalen Situation ab. In einem ländlichen Gebiet kann der Gesteinsstaub (Sand, Löss) erheblich zur Staubbelastung beitragen, wohingegen in einer viel befahrenen Straße die Staubbelastung aus einem Gemisch von Abriebmaterial (Reifen, Bremsbeläge, Straßenbelag), Schwermetallpartikeln, Ruß etc. bestehen wird. Das Umweltbundesamt schätzt, dass der Beitrag zur innerörtlichen Staubbelastung im Wesentlichen drei Quellen zuzuordnen ist:
1) etwa 50 % aus der Emission (des Verbrennungsmotors, Anm.) von Dieselfahrzeugen (LKW, Kleinlaster, Busse, PKW)
2) etwa 25 % aus dem, was der (motorisierte) Verkehr aufwirbelt (Abrieb von Bremsen, Reifen, Straßenbelag)
3) etwa 25 % durch ferntransportierte Partikel, das heißt Partikel, die aus weiter entfernt liegenden Quellen stammen.
Die Tabellen 1 und 2 fassen Emissionsmengen und Anteile wichtiger Quellen an der Staubentstehung zusammen.
| Staubart, -quelle            | Partikelgröße [µm] | Nördliche Hemisphäre [Tg/Jahr] * | Südliche Hemisphäre [Tg/Jahr] * | Global [Tg/Jahr] * |
| ---------------------------- | ------------------ | -------------------------------- | ------------------------------- | ------------------ |
| POM ***, Wald-/Buschbrände   | 0–2                | 28                               | 26                              | 54                 |
| POM ***, fossile Brennstoffe | 0–2                | 28                               | 0,4                             | 28                 |
| POM ***, Pflanzenzerfall     | > 1                | –                                | –                               | 56                 |
| Ruß, Wald-/Buschbrände       | 0–2                | 2,9                              | 2,7                             | 5,7                |
| Ruß, fossile Brennstoffe     | 0–2                | 6,5                              | 0,1                             | 6,6                |
| Asche und Staub (Vulkane)    | < 5                | –                                | –                               | 85                 |
| Industrielle Prozesse        | > 1                | –                                | –                               | 100                |
| Seesalz                      | 0–16               | 1.440                            | 1.900                           | 3.340              |
| Gesteinsstaub                | 0–20               | 1.800                            | 349                             | 2.150              |

Von den in Tabelle 1 genannten Partikelquellen dominieren Seesalz (sea spray) und Gesteinsstaub gegenüber den anderen Quellen. Ein großer Anteil der Seesalz- und der Gesteinsstaubpartikel können aber zum Grobstaub gerechnet werden und unterliegen daher (in der Regel) nicht dem atmosphärischen Ferntransport, d. h., sie werden in relativer Nähe zu ihrer Quelle wieder deponiert (aus der Luft ausgeschieden).
Von gesundheitlicher Relevanz sind die kleinen Partikel (Feinstaub) und Partikel, die mit Schwermetallen und organischen Schadstoffen beladen sind (Asche, Ruß), die häufig aus anthropogenen Quellen stammen.
In Tabelle 1 fehlt noch Staub aus dem Verbrennen von Holz für Heizen und Kochen, sowie Tabakrauch, den Rauchende selbst einsaugen und je nach Gesetzeslage und Brauch insbesondere in auch von anderen benützten Innenräumen hinterlassen.
| Partikelquelle | Gesamtstaub        | Gesamtstaub       | Feinstaub         | Feinstaub      |
| Partikelquelle | Deutschland (2001) | Österreich (2002) | Österreich (2002) | Schweiz (1997) |
| -------------- | ------------------ | ----------------- | ----------------- | -------------- |
| Industrie      | 40,5 %             | 41 %              | 39 %              | 29 %           |
| Straßenverkehr | 14 %               | 23 %              | 20 %              | 50 %           |
| Landwirtschaft | k. A.              | 20 %              | 15 %              | 13 %           |
| Haushalte      | 5,3 %              | k. A.             | k. A.             | 4 %            |
| andere Quellen | 40,2 %             | 16 %              | 26 %              | 4 %            |
| Gesamtemission | 247.000 t          | 80.000 t          | 47.000 t          | 32.000 t       |

k. A.: keine Angabe
Ein Vergleich der in Tabelle 2 genannten Werte ist nur bedingt möglich, da teilweise die Quellen unterschiedlich betrachtet werden. So wurde beispielsweise bei Abschätzung der Staubemission durch den Straßenverkehr in Österreich die Aufwirbelung nicht berücksichtigt, wohingegen sie bei der Angabe für die Schweiz berücksichtigt worden ist. Hier macht die Aufwirbelung mit 30 % (9.660 t) über die Hälfte des Beitrages des Straßenverkehrs zur Feinstaub-Emission aus.

## Transport

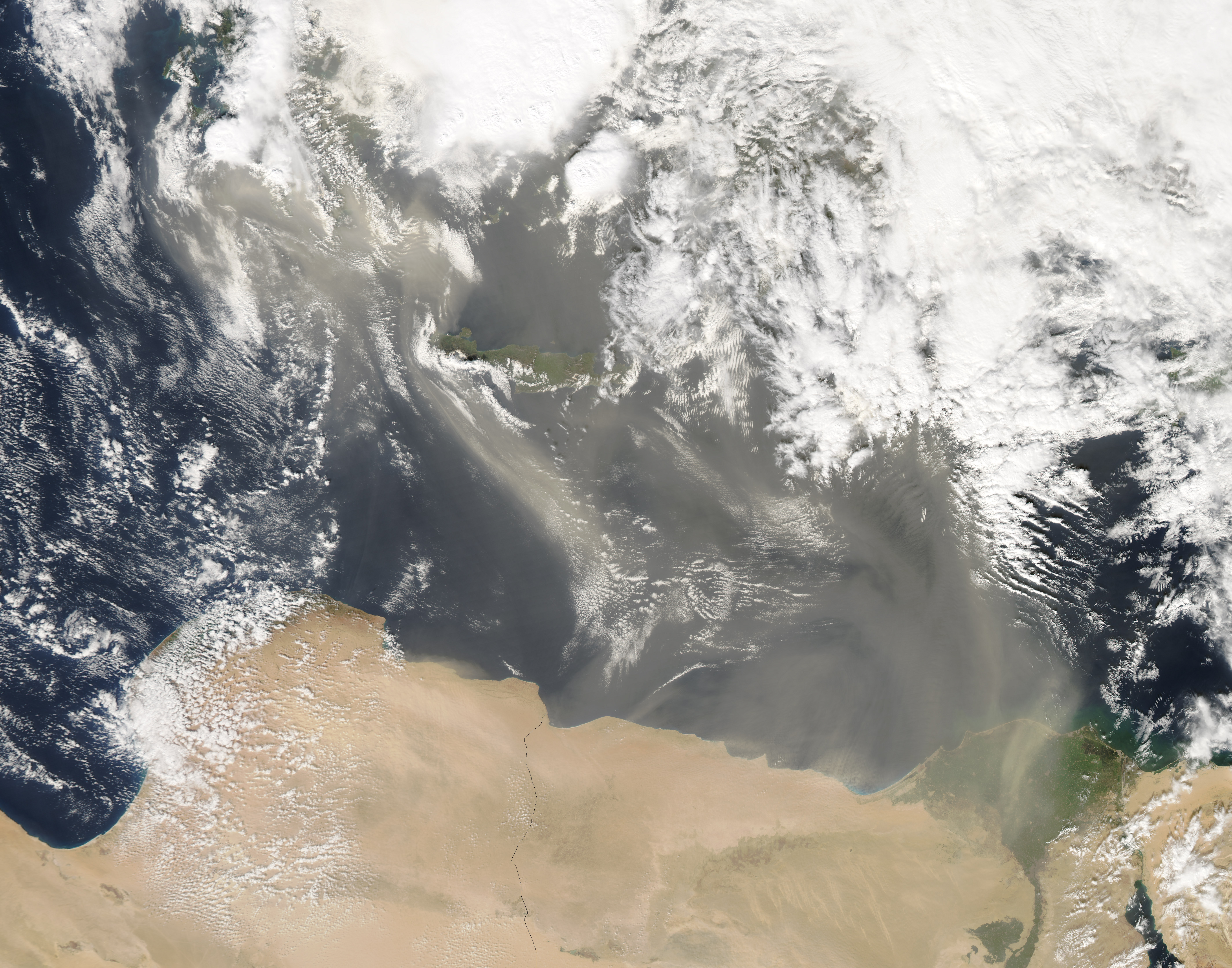
Staubsturm zieht von Nordafrika nach Europa

Zwischen Emission und Immission, dem Entstehen und dem Einwirken, also Aufnahme durch den Menschen oder Ablagern, liegen Vorgänge des Verdünnens, Verteilens und Transports (Transmission).
Beim Schleifen mit einem schnelldrehenden Winkelschleifer sind die Partikel gut sichtbar, solange sie heiß glühen, können aber noch in einigen Metern größerer Entfernung flüssig auf Glas auftreffen und mit diesem verschmelzen und damit beschädigen oder auch Brände auslösen.
Kfz-Auspuffrohre können am Ende zum Boden hin gekrümmt sein, um Staub möglichst in Richtung Boden zu schleudern, sind bei manchen Lkw jedoch wie bei Dampfloks in Dachhöhe und nach oben gerichtet, um Feuergefahr für das eigene Fahrzeug samt Ladung zu minimieren.
Kfz wirbeln bei Fahrt Staub jedenfalls 5 m bis 10 m hoch auf, der sich danach schwerkraftgetrieben umso schneller absetzt, je größer die Staubpartikel sind. Durch Aufwirbeln und Absetzen entsteht ein Konzentrationsgefälle mit unten mehr Staub und höher oben weniger Staub. Dieses Konzentrationsprofil reicht für feineren Staub weiter hinauf und braucht zeitlich charakteristisch 24 Stunden zum Absinken aus 10 m Höhe.
Wärmeinduzierte Aufwinde an im Winter durch Hausbeheizung und ganzjährig durch Sonneneinstrahlung erwärmten Hauswände lassen mit der Luft auch den Staub aufsteigen.
Meteorologische Winde wirken horizontal und verblasen im günstigsten Fall Staub aus der Stadt oder anderen Emissionsquellen in die Landschaft, wo sich Staub an der großen Oberfläche von Pflanzen anlagert und durch Regen in den Boden hinein abgewaschen werden kann.
Winde durchwirbeln mit ihren Wettererscheinungen dank der Kondensation von Wasser in Wolken und ihrem Aufstieg die Atmosphäre typisch nur bis in 10–15 km Höhe, innerhalb der Troposphäre.
Dass Staubteilchen die Tropopause genannte Zone darüber erreichen, liegt in höher wirkenden Einzelereignissen, wie großen Vulkanausbrüchen und Meteoriteneinschlägen, Verglühen von Meteoren (feinster Meteorstaub), sowie Atombombenexplosionen, daneben auch hohem Flugzeugverkehr, Raketen- und Raumflug sowie dem Sonnenwind.
Ein Mechanismus, über den ab 1932 publiziert wurde, ist die Gravito-Photophorese, also das Bewegen von Staubteilchen durch Lichteinstrahlung in oder gegen die Richtung der Schwerkraft. Von den irregulär geformten Teilchen wird ein kleiner Anteil durch einseitige Bestrahlung mit Sonnenlicht zum Rotieren angeregt. Daraus kann Bewegung des Teilchens in (stehender) Luft resultieren, die bei manchen nach oben gerichtet ist. Auch wenn es nur sehr geringe Teile der Staubmenge betrifft, wie Versuche etwa von Hans Rohatschek zeigten, so lässt sich damit das Hochwandern von Partikeln, also auch Mikroben bis in die Stratosphäre und sogar darüber in die Mesosphäre (> 50 km) erklären.

## Grenzwerte und Trends
Wie für andere Luftschadstoffe auch, gibt es in den meisten industrialisierten Ländern Grenzwerte für Immissionskonzentrationen von anthropogenen Staub. Aufgrund der vielen Staubarten und -quellen gibt es eine Vielzahl von gesetzlichen Regelungen, von denen ein Teil in Tabelle 3 zusammengestellt ist.
Andererseits gelten für Kfz-Abgase klare Emissions-Konzentrationsgrenzwerte, die an Fahrzeugen auch etwa jährlich überprüft werden. Für Gewerbe- und Industrieanlagen gelten neben ebensolchen Werten auch für jeden Einzelfall bewilligte Staubfrachten pro Zeit oder Produktionseinheit.
| Staubart               | Regelung      | Grenzwert(e)      | Bemerkungen |
| ---------------------- | ------------- | ----------------- | --- |
| Gesamtschwebstaub      | RL 89/427/EWG | 150 µg/m³         | durchschnittl. Tagesmittelwert (gültig bis 31. Dezember 2004) |
| Gesamtschwebstaub      | RL 89/427/EWG | 300 µg/m³         | darf max. an 18 Tagen (5 %) im Jahr überschritten werden (gültig bis 31. Dezember 2004) |
| Atembarer Staub (PM10) | RL 1999/30/EG | 40 µg/m³          | Jahresmittelwert (gültig ab 1. Januar 2005) |
| Atembarer Staub (PM10) | RL 1999/30/EG | 50 µg/m³          | Tagesmittelwert, max. 35 Überschreitungen im Jahr (gültig ab 1. Januar 2005) |
| E-Staub                | TRGS 900      | 10 mg/m³          | Arbeitsplatzgrenzwert |
| A-Staub                | TRGS 900      | 1,25 mg/m³        | Arbeitsplatzgrenzwert (mit Nachweis keine Einhaltung von 1,25 mg/m³ möglich und Überprüfung der Wirksamkeit der Schutzmaßnahmen noch Übergangsweise bis 1. Januar 2019 3 mg/m³)                                                                               |
| Faserstaub             | TRGS 900      | 250.000 Fasern/m³ | Fasern (Länge > 5, D < 3 µm, L:D=3:1), (gültig bis 31. Dezember 2004) |
| Faserstaub             | TRGS 900      | 500.000 Fasern/m³ | bestimmte Bereiche mit Keramikfasern (gültig bis 31. Dezember 2004) |
| Holzstaub              | TRGS 553      | 2 mg/m³           | über 2 mg/m³ ist Atemschutz erforderlich |
| Mehlstaub              |               | 4 mg/m³           | Empfehlung |
| Glasstaub              | ?             | ?                 | Allgemeiner Staubgrenzwert |
| Asbeststaub            | ?             | ?                 | MAK-Werte wegen Krebsgefahr |
| Tabakrauch             | ?             | ?                 | Rauchverbot f. Jugendliche; seit 2000 länderweise verschiedene Emissionsverbote etwa in öffentl. Verkehrsmitteln und Gebäuden, am Arbeitsplatz (Österreich: Arbeitnehmerschutzverordnung 1985), jedoch erst in Teilen der Gastronomie (zugleich Arbeitsplatz) |

Während die Einhaltung der gesetzlichen Grenzwerte bei stationären Quellen (zum Beispiel Industrieanlagen) in der Regel kein Problem darstellt, ist die Einhaltung der seit dem 1. Januar 2005 EU-weit geltenden neuen Grenzwerte für Feinstaub (PM10) insbesondere in Gebieten mit hohem Verkehrsaufkommen oftmals schwierig bzw. unmöglich. Zwar können durch einen Partikelfilter die Rußemissionen von Dieselmotoren deutlich reduziert werden, der aufgewirbelte Straßenstaub, der Abrieb von Reifen und Bremsbelägen lässt sich jedoch nur durch Vermeiden von Kfz-Verkehr, etwa durch Verlagern auf sanftere Formen, oder auch sanfteres Fahrverhalten in kleineren Fahrzeugen verringern. In Deutschland werden jährlich etwa 60.000 Tonnen Partikel (hauptsächlich kleiner 10 µm und damit Feinstaub) durch den Privatverkehr freigesetzt. Für die Schweiz wurde für das Jahr 1997 für den Straßenverkehr eine Feinstaubemission von 1.610 t durch Bremsenabrieb und 2.415 t durch Reifenabrieb ermittelt. Die ermittelte Partikelemission aus dem Abgasen beträgt ebenfalls 2.415 t. In Österreich sind etwa zwei Drittel der verkehrsbedingten Gesamtstaubemission durch Reifen- und Bremsabrieb bedingt.
Die Entwicklung der anthropogenen Staubemissionen in Deutschland und Österreich ist unterschiedlich. Während in Deutschland die anthropogen bedingten Staubemission im Zeitraum 1990 bis 2001 um fast 87 % von 1.858.000 t auf 247.000 t gesunken sind, stieg in Österreich die anthropogen bedingte Staubemission von ca. 72.000 t im Jahr 1990 auf annähernd 80.000 t im Jahr 2002 an. Die österreichischen PM10-Emissionen sind seit 1990 um 5 % auf etwa 47.000 t im Jahr 2002 angestiegen.

## Wirkung
Staub kann verschiedene Einflüsse auf den Menschen und die Umwelt haben. Im Gegensatz zum Grobstaub kann Feinstaub über die Atemwege bis in die Lunge gelangen. Die toxikologische Wirkung beruht vor allem auf den Gehalt an Stoffen wie Blei, Vanadium, Beryllium und Quecksilber, von denen einige die Entstehung von Krebserkrankungen fördern. Zudem lagern sich an der Oberfläche der winzigen Staubteilchen andere Schadstoffe wie Kohlenwasserstoffe, Schwefel- oder Stickstoffverbindungen an, so dass deren Wirkung bei gleichzeitiger Anwesenheit von Staub verstärkt wird. Allgemein erzeugt Staub eine Erhöhung der Zahl von Erkrankungen der Atmungsorgane. So können Bronchitis, Asthma oder Emphysem (durch gewöhnlichen Staub, Eisen- oder Kohlenstaub) oder eine Lungenfibrose (Silikose durch Quarzfeinstaub und Asbestose durch Asbeststaub) oder Lungenkrebs (durch Quarz- und Asbeststaub) oder Nasenkrebs (durch gewisse Holzstaubarten) entstehen. Neben gesundheitsschädlichen Aspekten ist der Einfluss von Partikeln auf das Klima ein wichtiger Aspekt aktueller Forschung.
Inerte Stäube sind Partikel einer Substanz, bei der keine schädigende Wirkung auf den menschlichen Körper bekannt ist.
Dazu gehören beispielsweise Stärke und Zellulose.
Bei fotografischen Aufnahmen mit Blitzlicht können durch Staub sogenannte Geisterflecke hervorgerufen werden.
Gemische aus Staub und Luft sind in gewissen Fällen explosionsfähig, mehr darüber im Artikel Staubexplosion. Harzreiche Bärlappsporen verblasen und gezündet sind ein beliebter Bühnen-Feuereffekt.
Stäube u. a. als Trenn- und Schmiermittel: Aufgestreutes Getreidemehl vermeidet beim händischen Verarbeiten von Teig sein Ankleben auf der Arbeitsfläche. Feinster Zucker heißt Staubzucker. Stärkepulver verhindert das Zusammenkleben von Zuckerln, Kaugummi und dragierten (zuckerglasierten) Medikamenten. Mineralische Rieselhilfe wird etwa Speisesalz als Trennmittel gegen das Zusammenwachsen der Kristalle hinzugesetzt. Latexballons werden durch Bestauben mit Kalkpulver – vor dem Wenden – am Zusammenkleben gehindert. Talkum lässt gepuderte Latexhandschuhe gut auf die nie ganz trockene Haut gleiten, schmiert auch andere Gummioberflächen und ermöglicht verschleissfreies Gleiten eines Reifenschlauchs im walkenden Reifenmantel am Fahrrad und ehemals auch Auto. Roter Ziegel- oder Mineralstaub limitiert die Bodenhaftung der Schuhe am Tennisplatz auf ein gelenkschonendes Mass. Insbesondere glänzendes Papier wird nach dem Bedrucken gestaubt, um dauerhaft zu gleiten, damit es gut gestapelt und weiterverarbeitet werden kann. Grafit wird in Form staubenden Pulvers aus schuppigen Partikeln als Trockenschmierstoff auf Eisen eingesetzt. Aluminiumbronze hat ähnliche Struktur und Eigenschaften, ist jedoch nicht so temperaturfest. Die Analyse von Staubablagerungen ermöglichen geologische, biologische und kriminologische Erkenntnisse. Durch Abpinseln mit speziellem Staub werden auch Fingerabdrücke sichtbar gemacht. Kohle kann gut als eingeblasener Staub verfeuert werden. Sägespäne werden für Heizzwecke zu Briketts oder – mit Stärkestaub als Gleitmittel – auch zu Pellets verpresst. Poliermittel für Glas wird auch pulverförmig verarbeitet.

## Beseitigung

### Industrielle Entstaubung
Bei industriellen Prozessen entstehende staubhaltige Gasströme sind in der Regel nahe am Ort der Entstehung zu entstauben. Je nach Beschaffenheit des Gases und des mitgeführten Staubes kommen dazu verschiedene Verfahren zum Einsatz:
- Elektrostatische Abscheidung
- Filtration
- Massenkraftabscheidung
- Nassabscheidung

Diese Verfahren unterscheiden sich insbesondere bezüglich des Energiebedarfs, des apparativen Aufwands, der anfallenden Reststoffe, der zulässigen Gastemperatur und der Abscheideminima.
Zur Entstaubung nicht geführter Gasströme kommen häufig Staubbindemaschinen zum Einsatz, die mittels Erzeugung feiner Wassertropfen den Staub zu binden versuchen.

### Luftreinigung
Bei der Luftreinigung wird die zu reinigende Luft mittels eines Förderaggregats zu einem Reinigungsgerät geführt. Dies kann in seinem Umfeld zu einer unerwünschten Geräuschentwicklung führen.
Filtration
Bei der gängigsten Form der Luftreinigung – der Filtration – wird die staubbeladene Luft – etwa die Innenraumluft in einem Wohnraum – durch einen Gewebefilter geführt, in dem ein Großteil der Partikel abgeschieden werden. Diese Gewebefilter können mit einem Adsorbens imprägniert sein, um unerwünschte gasförmige Stoffe mittels Adsorption zu entfernen. Der Filter ist in regelmäßigen Abschnitten zu wechseln.
Elektrostatische Abscheidung
Bei der elektrostatischen Abscheidung wird der Staub in der zu reinigenden Luft mittels einer Sprühelektrode positiv aufgeladen, um danach an einer negativ geladenen Niederschlagselektrode abgeschieden zu werden. Nachteilig ist bei diesem Verfahren die mögliche Bildung von Ozon. Dieses kann bei Vorhandensein von Terpenen zu einer Erhöhung der Feinstaubbelastung führen.

## Staub im weiteren Sinn
Auch im übertragenen Sinn gibt es „Staub“:
- Den so genannten Cantor-Staub in der Mathematik – auch Cantor-Menge oder Wischmenge genannt,
- der „aufgewirbelte Staub“ durch ein unbedachtes Wort, eine unvorsichtige (manchmal auch geplante) Mitteilung oder Aktion usw.
- der „Staub von gestern“ und der „Staub, der sich über eine Sache legt“, wenn sich die Situation beruhigt hat oder genug Zeit verstrichen ist; im Sinne von „veraltet“ oder „altmodisch“ können Meinungen und Weltanschauungen als „verstaubt“ bezeichnet werden;
- der „Staub“ im Überdruck von Pulverschnee-Lawinen
- die technischen Stäube, die meist sehr fein sind, häufig mit künstlichen oder natürlichen Mikrofasern oder mit Aerosolen durchmischt sind und zwar prinzipiell „staubähnlich“ sind, aber in der Umgangssprache nicht darunter subsumiert werden,
- der Staub und Staubschweif von Kometen,
- der interplanetare Staub des Zodiakallichtes und der Mikrometeoriten,
- der interstellare Staub
- andere Arten kosmischen Staubs (etwa intergalaktischer Staub)
- „(Erde zu Erde,) Asche zu Asche, Staub zu Staub“ ist eine Formulierung aus der 1892 erschienenen deutschen Ausgabe des Book of Common Prayer der amerikanischen Episkopalkirche.[27] Im Kapitel „Die Ordnung für das Begräbniß“ (Englisch: The Burial of the Dead) heißt es: „Nachdem es denn Allmächtigen Gott nach Seinen weisen Vorsehung gefallen hat, die Seele unsres entschlafenen Bruders aus dieser Welt zu sich zu nehmen, legen wir seinen Leib in Gottes Acker – Erde zur Erde, Asche zur Asche, Staub zum Staube – in Erwartung der allgemeinen Auferstehung am jüngsten Tage und des Lebens der zukünftigen Welt durch Jesum Christum unsern Herrn, bei dessen herrlicher Wiederkunft zum Gericht die Erde und das Meer sollen ihre Todten wiedergeben, und die verweslichen Leiber derer, die in Ihm schlafen, sollen verwandelt und ähnlich werden Seinem verklärten Leibe nach der Wirkung, durch welche Er kann auch alle Dinge Ihm unterthänig machen.“[28]
- in der Kochkunst nennt man das Binden einer zu dünnen Soße mit Mehl oder Kartoffelstärke „die Flüssigkeit stauben“
- im Rotwelsch ist „abstauben“ gleichbedeutend mit „stehlen“

An der Salzach – zwischen Oberndorf und Laufen – gibt es sogar ein Staubmuseum (Museum of Dust) (Katalog, öffentlicher Raum). Es handelt sich dabei um ein Grenzhäuschen, das vom Museums-Kurator Dieter Buchhart zum 'white cube' (ein Ort, an dem Kunst gezeigt wird) erklärt wurde. An dem Pavillon befestigte Buchhart 'nicht ohne Ironie' ein Schild mit der Aufschrift: Museum of Dust. Damit soll die Aufmerksamkeit auf den sonst unliebsamen Staub gelenkt werden. Staub wird so zu einem 'Kunstobjekt im Museum'.
Der Kölner Künstler und Kunsthistoriker Wolfgang Stöcker baut ein Deutsches Staubarchiv auf.

### Staub allgemein
- Jens Soentgen, Knut Völzke (Hrsg.): Staub – Spiegel der Umwelt. (= Stoffgeschichten. Band 1). oekom verlag, München 2006, ISBN 3-936581-60-6.
- Carsten Möhlmann: Staubmesstechnik – damals bis heute (PDF; 335 kB). In: Gefahrstoffe – Reinhaltung der Luft. Band 65, Nr. 5, 2005, S. 191–194, ISSN 0949-8036
- Meinolf Schumacher: Schmutzmaterie: Staub. In: ders.: Sündenschmutz und Herzensreinheit. Studien zur Metaphorik der Sünde in lateinischer und deutscher Literatur des Mittelalters. Fink Verlag, München 1996, ISBN 3-7705-3127-2, S. 384–392 (Digitalisat).

### Feinstaub
- Joachim Heinrich, Veit Grote, Annette Peters, Heinz-Erich Wichmann: Gesundheitliche Wirkungen von Feinstaub: Epidemiologie der Langzeiteffekte. In: Umweltmedizin in Forschung und Praxis. Band 7, Nr. 2, 2002, S. 91–99, ISSN 1430-8681
- Arbeitsgruppe „Wirkungen von Feinstaub auf die menschliche Gesundheit“ der Kommission Reinhaltung der Luft im VDI und DIN: Bewertung des aktuellen wissenschaftlichen Kenntnisstandes zur gesundheitlichen Wirkung von Partikeln in der Luft – Arbeitsgruppe „Wirkungen von Feinstaub auf die menschliche Gesundheit“ der Kommission Reinhaltung der Luft im VDI und DIN. In: Umweltmedizin in Forschung und Praxis-. Band 8, Nr. 5, 2003, S. 257–278, ISSN 1430-8681
- J. Junk, A. Helbig: Die PM10-Staubbelastung in Rheinland-Pfalz. Neue gesetzliche Regelungen für Feinstaub und erste Messergebnisse. In: Gefahrstoffe – Reinhaltung der Luft. 1/2 /2003, S. 43, ISSN 0949-8036
- T. Pregger, R. Friedrich: Untersuchung der Feinstaubemissionen und Minderungspotenziale am Beispiel Baden-Württemberg. In: Gefahrstoffe – Reinhaltung der Luft. 64(1/2), 2004, S. 53–60, ISSN 0949-8036
- M. Struschka, V. Weiss, G. Baumbach: Feinstaub – Emissionsfaktoren und Emissionsaufkommen bei kleinen und mittleren Feuerungsanlagen. In: Immissionsschutz. (Berlin) 9(1), 2004, S. 17–22, ISSN 1430-9262

### Hausstaub
- Hans Schleibinger, Detlef Laußmann, Henning Samwer, Angelika Nickelmann, Dieter Eis, Henning Rüden: Unterscheidung von Schimmel- und Nichtschimmelwohnungen anhand von Sporen aus Hausstaubproben – Ergebnisse einer Feldstudie im Großraum Berlin. In: Umweltmedizin in Forschung und Praxis. Band 9, Nr. 4, 2004, S. 251–262; 9(5), 2004, S. 289–297; 9(6), 2004, S. 363–376, ISSN 1430-8681
- Regine Nagorka, Christiane Scheller, Detlef Ullrich: Weichmacher im Hausstaub. In: Gefahrstoffe – Reinhaltung der Luft. Band 65, Nr. 3, 2005, S. 99–105, ISSN 0949-8036
- Regine Nagorka, André Conrad, Christiane Scheller, Bettina Süßenbach, Heinz-Jörn Moriske: Weichmacher und Flammschutzmittel im Hausstaub. Teil 1: Phthalate. In: Gefahrstoffe, Reinhaltung Luft. Band 70, Nr. 3, 2010, ISSN 0949-8036, S. 70–76.
- Regine Nagorka, André Conrad, Christiane Scheller, Bettina Süßenbach, Heinz-Jörn Moriske: Weichmacher und Flammschutzmittel im Hausstaub. Teil 2: Phthalat-Ersatzstoffe und Flammschutzmittel. In: Gefahrstoffe, Reinhaltung Luft. Band 71, Nr. 6, 2011, ISSN 0949-8036, S. 286–292.
- Björn Kempken, Werner Butte: Konzentrationen an Blei, Cadmium, Mangan und Zink in Fraktionen des Hausstaubs. In: Gefahrstoffe, Reinhaltung Luft. Band 70, Nr. 3, 2010, ISSN 0949-8036, S. 98–102.

### Spezieller Staub
- M. Poppe, B. Detering, J. Neuschaefer-Rube, W. Woeste, B. Wüstefeld, J. Wolf: Holzstaubbelastung in Arbeitsbereichen der deutschen Holzindustrie. In: Gefahrstoffe – Reinhaltung der Luft. 06/2002, S. 247, ISSN 0949-8036
- Gerhard Soltys, Franz Gredler: Atemwegserkrankung durch Mehlstaub. In: Sichere Arbeit. (Wien) 3/2004, S. 18–21.